# Richard Winterbottom
Richard „Rick“ Winterbottom (* 30. September 1944 in Livingstone, Nordrhodesien) ist ein kanadisch-britischer Ichthyologe, Evolutionsbiologe, Museumskurator und Hochschullehrer.

## Leben
Winterbottom wurde in Livingstone, Nordrhodesien, geboren. Seine Familie zog später nach Kapstadt, Südafrika, wo er 1962 die Westerford High School abschloss und 1967 den Bachelor-Abschluss an der Universität Kapstadt erwarb. Im selben Jahr begann auch sein Kontakt mit James Leonard Brierley Smith an der Rhodes-Universität in Grahamstown, als er ihn um Material für ein Forschungsprojekt über die Kiefermuskulatur der Kofferfische bat. Nach dem Tod von Smith im Jahr 1968 korrespondierte er weiterhin mit seiner Witwe Margaret Smith, die ebenfalls an der Pflege der Beziehung sehr interessiert war. Sie zeigte sich erfreut über sein Interesse an der Systematik der Fische. Ein durchgängiges Motiv ihrer Korrespondenz war ihre Hoffnung, dass er eines Tages nach Südafrika zurückkehren würde, um dem 1969 gegründeten J. L. B. Smith Institute of Ichthyology (heute South African Institute for Aquatic Biodiversity) beizutreten. 1971 wurde Winterbottom mit der Dissertation The familial phylogeny of the Tetraodontiformes (Acanthopterygii, Pisces) as evidenced by their comparative myology zum Ph.D. an der Queen’s University in Kingston, Ontario, Kanada, promoviert. Im Mai desselben Jahres heiratete er Irina Donskov, mit der er einen Sohn und eine Tochter hat. 1971/1972 war er Postdoc-Forschungsstipendiat an der Smithsonian Institution in Washington, D.C. und 1972/1973 am Canadian Museum of Nature in Ottawa. Von 1973 bis 1977 war Winterbottom Senior Lecturer am J. L. B. Smith Institute of Ichthyology. 1978 wurde er als stellvertretender Kurator an das Royal Ontario Museum in Toronto berufen, wo er 1984 zum Kurator und 2003 zum leitenden Kurator befördert wurde. Ebenfalls 1978 wurde er Assistenzprofessor an der Abteilung für Zoologie der University of Toronto. Von 1986 bis 1990 war er außerordentlicher Professor und von 1990 bis 2010 war er ordentlicher Professor an der University of Toronto. 2010 ging er als emeritierter Professor in den Ruhestand.
Er war als Berater für verschiedene Fernsehdokumentationen tätig, darunter 1980 für Mako Films Ltd in Toronto, sowie für Regierungs-, Naturschutz- und Aquakulturbehörden.
Winterbottom ist Autor zahlreicher wissenschaftlicher Arbeiten und Monographien über Fische und Meeresbiologie sowie Leiter und Teilnehmer bei zahlreichen Sammelexpeditionen von Fischen, darunter Zululand (zweimal). Komoren, Madagaskar, Seychellen, Chagos-Archipel, Great Barrier Reef (zweimal), Salomonen, Cookinseln, Philippinen, Gesellschaftsinseln, Neukaledonien, Thailand, Vietnam (dreimal), Palau (dreimal), Fidschi (zweimal zwischen 1979 und 2000) sowie zu den Mittelmeerstaaten Italien, Griechenland und Jugoslawien.
Er war Mitglied in den Redaktionsausschüssen der Fachzeitschriften Systematic Zoology (heute Systematic Biology), dem Canadian Journal of Zoology (von 1984 bis 1987), der Schriftenreihe Indo-Pacific Fishes des Bernice P. Bishop Museum in Honolulu, Hawaii, Aqua: Journal of Ichthyology & Aquatic Biology sowie dem Smithiana Bulletin des South African Institute of Aquatic Biodiversity. Von 1991 bis 1996 war er allgemeiner Redakteur für den ichthyologischen Teil der Zeitschrift Copeia (seit 2020: Ichthyology & Herpetology) der American Society of Ichthyologists and Herpetologists.
Er ist Mitglied der American Society of Ichthyologists and Herpetologists (zweimal im Vorstand von 1978 bis 1983 sowie von 1987 bis 1992), der Zoological Society of Southern Africa, der Society for the Study of Evolution, der Ichthyological Society of Japan sowie der Willi Hennig Society.
Winterbottoms Forschung konzentriert sich auf die Systematik, Anatomie, Phylogenie und Biogeographie der Fische, vor auf allem die Riffbarsche des indopazifischen Ozeans, auf die Ökologie der Korallenriffe, die Aufzucht von Fischlarven sowie auf die Theorie der phylogenetischen Interpretation.
Seine evolutionsbiologischen Projekte umfassen das Testen und Entwickeln von biogeografischen Hypothesen sowie die Erstellung spezifischer Forschungsprotokolle, um Vorhersagen zur mikroevolutionären Entwicklung aus dem Kladogramm zu überprüfen. Das Forschungsprogramm wird durch Projekte unterstützt, die sich über mehrere Ebenen der taxonomischen Hierarchie erstrecken, um die Gültigkeit verschiedener evolutionärer Erklärungen, die aus dem Kladogramm abgeleitet wurden, zu testen.
Winterbottom ist Erstbeschreiber von 136 Fischarten, darunter zahlreiche aus der Grundelgattung Trimma.

## Ehrungen und  Dedikationsnamen
Winterbottom wurde zweimal von der American Society of Ichthyologists and Herpetologists ausgezeichnet; 1971 mit dem Frederick H. Stoye Award und 2006 mit dem Robert H. Gibbs, Jr. Memorial Award. 1969 erhielt er den Jessup Award der Academy of Natural Sciences of Philadelphia.
Nach Winterbottom sind die Arten Alionematichthys winterbottomi Møller & Schwarzhans, 2008, Aseraggodes winterbottomi Randall & Desoutter-Meniger, 2007, Callogobius winterbottomi Delventhal & Mooi, 2013, Congrogadus winterbottomi Gill, Mooi & Hutchins, 2000, Eviota winterbottomi Greenfield & Randall, 2010, Foa winterbottomi Fraser, 2020, Gobiodon winterbottomi Suzuki, Yanao & Senou, 2012, Manonichthys winterbottomi Gill, 2004, Parioglossus winterbottomi Suzuki, Yonezawa & Sakaue, 2010, Priolepis winterbottomi Nogawa & Endo, 2007, Pseudanos winterbottomi Sidlauskas & Santos, 2005 und Trimma winterbottomi Randall & Downing, 1994 benannt. Ferner wird er im Artepitheton der fossilen Art Archaeotetraodon winterbottomi Tyler & Bannikov, 1994 aus dem Oligozän geehrt.

## Erstbeschreibungen von Richard Winterbottom
- Congrogadus amplimaculatus (Winterbottom, 1980)
- Eviota jewettae Greenfield & Winterbottom, 2012
- Eviota lateritea Greenfield & Winterbottom, 2016
- Eviota maculibotella Greenfield & Winterbottom, 2016
- Eviota occasa Greenfield, Winterbottom & Suzuki, 2014
- Eviota pinocchioi Greenfield & Winterbottom, 2012
- Eviota piperata Greenfield & Winterbottom, 2014
- Eviota pseudaprica Winterbottom & Greenfield, 2020
- Eviota singula Greenfield & Winterbottom, 2016
- Eviota sodwanaensis Greenfield & Winterbottom, 2016
- Feia dabra Winterbottom, 2005
- Feia ranta Winterbottom, 2003
- Gobiodon acicularis Harold & Winterbottom, 1995
- Gobiodon brochus Harold & Winterbottom, 1999
- Gobiodon prolixus Winterbottom & Harold, 2005
- Halidesmus coccus Winterbottom & Randall, 1994
- Halidesmus polytretus Winterbottom, 1982
- Halimuraena lepopareia Winterbottom, 1980
- Halimuraena shakai Winterbottom, 1978
- Haliophis aethiopus Winterbottom, 1985
- Haliophis diademus Winterbottom & Randall, 1994
- Halophryninae Greenfield, Winterbottom & Collette, 2008
- Hetereleotris apora (Hoese & Winterbottom, 1979)
- Natalichthys Winterbottom, 1980
- Natalichthys leptus Winterbottom, 1980
- Natalichthys ori Winterbottom, 1980
- Natalichthys sam Winterbottom, 1980
- Paraxenisthmus cerberusi Winterbottom & Gill, 2006
- Petulanos intermedius (Winterbottom, 1980)
- Petulanos spiloclistron (Winterbottom, 1974)
- Priolepis agrena Winterbottom & Burridge, 1993
- Priolepis ailina Winterbottom & Burridge, 1993
- Priolepis aithiops Winterbottom & Burridge, 1992
- Priolepis compita Winterbottom, 1985
- Priolepis fallacincta Winterbottom & Burridge, 1992
- Priolepis kappa Winterbottom & Burridge, 1993
- Priolepis latifascima Winterbottom & Burridge, 1993
- Priolepis pallidicincta Winterbottom & Burridge, 1993
- Priolepis psygmophilia Winterbottom & Burridge, 1993
- Priolepis randalli Winterbottom & Burridge, 1992
- Priolepis squamogena Winterbottom & Burridge, 1989
- Priolepis sticta Winterbottom & Burridge, 1992
- Priolepis triops Winterbottom & Burridge, 1993
- Priolepis vexilla Winterbottom & Burridge, 1993
- Pseudanos Winterbottom, 1980
- Pseudanos irinae Winterbottom, 1980
- Pseudochromis kolythrus Gill & Winterbottom, 1993
- Pseudocyttinae Tyler, O’Toole & Winterbottom, 2003
- Rusichthys Winterbottom, 1979
- Rusichthys explicitus Winterbottom, 1996
- Rusichthys plesiomorphus Winterbottom, 1979
- Sueviota Winterbottom & Hoese, 1988
- Sueviota aprica Winterbottom & Hoese, 1988
- Sueviota atrinasa Winterbottom & Hoese, 1988
- Sueviota lachneri Winterbottom & Hoese, 1988
- Sueviota larsonae Winterbottom & Hoese, 1988
- Trimma agrena Winterbottom & Chen, 2004
- Trimma anaima Winterbottom, 2000
- Trimma annosum Winterbottom, 2003
- Trimma anthrenum Winterbottom, 2006
- Trimma aturirii Winterbottom, Erdmann & Cahyani, 2015
- Trimma barralli Winterbottom, 1995
- Trimma bathum Winterbottom, 2017
- Trimma benjamini Winterbottom, 1996
- Trimma bisella Winterbottom, 2000
- Trimma blematium Winterbottom & Erdmann, 2018
- Trimma burridgeae Winterbottom, 2016
- Trimma cana Winterbottom, 2004
- Trimma cheni Winterbottom, 2011
- Trimma citrum Winterbottom & Pyle, 2022
- Trimma corerefum Winterbottom, 2016
- Trimma dalerocheila Winterbottom, 1984
- Trimma emeryi Winterbottom, 1985
- Trimma erdmanni Winterbottom, 2011
- Trimma fangi Winterbottom & Chen, 2004
- Trimma filamentosum Winterbottom, 1995
- Trimma finistrinum Winterbottom, 2017
- Trimma flavatrum Hagiwara & Winterbottom, 2007
- Trimma fraena Winterbottom, 1984
- Trimma fucatum Winterbottom & Southcott, 2007
- Trimma gigantum Winterbottom & Zur, 2007
- Trimma griffithsi Winterbottom, 1984
- Trimma habrum Winterbottom, 2011
- Trimma haima Winterbottom, 1984
- Trimma haimassum Winterbottom, 2011
- Trimma halonevum Winterbottom, 2000
- Trimma hamartium Winterbottom, 2018
- Trimma hayashii Hagiwara & Winterbottom, 2007
- Trimma helenae Winterbottom, Erdmann & Cahyani, 2014
- Trimma hoesei Winterbottom, 1984
- Trimma hollemani Winterbottom, 2016
- Trimma hotsarihiense Winterbottom, 2009
- Trimma insularum Winterbottom & Hoese, 2015
- Trimma irinae Winterbottom, 2014
- Trimma kalum Winterbottom, 2020
- Trimma kardium Winterbottom, Erdmann & Cahyani, 2015
- Trimma kitrinum Winterbottom & Hoese, 2015
- Trimma lantana Winterbottom & Villa, 2003
- Trimma longispinum Winterbottom, 2023
- Trimma maiandros Hoese, Winterbottom & Reader, 2011
- Trimma marinae Winterbottom, 2005
- Trimma meityae Winterbottom & Erdmann, 2018
- Trimma meristum Winterbottom & Hoese, 2015
- Trimma milta Winterbottom, 2002
- Trimma nasa Winterbottom, 2005
- Trimma nubarum Winterbottom, Bogorodsky & Alpermann, 2023
- Trimma omanense Winterbottom, 2000
- Trimma panemorfum Winterbottom & Pyle, 2022
- Trimma papayum Winterbottom, 2011
- Trimma pentherum Winterbottom & Hoese, 2015
- Trimma preclarum Winterbottom, 2006
- Trimma putrai Winterbottom, Erdmann & Mambrasar, 2019
- Trimma randalli Winterbottom & Zur, 2007
- Trimma readerae Winterbottom & Hoese, 2015
- Trimma sanguinellum Winterbottom & Southcott, 2007
- Trimma sheppardi Winterbottom, 1984
- Trimma sostra Winterbottom, 2004
- Trimma squamicana Winterbottom, 2004
- Trimma stobbsi Winterbottom, 2001
- Trimma tauroculum Winterbottom & Zur, 2007
- Trimma trioculatum Winterbottom, Erdmann & Cahyani, 2015
- Trimma ukkriti Winterbottom, 2021
- Trimma volcana Winterbottom, 2003
- Trimma wangunui Winterbottom & Erdmann, 2019
- Trimma winchi Winterbottom, 1984
- Trimma woutsi Winterbottom, 2002
- Trimma xanthochrum Winterbottom, 2011
- Trimma xanthum Winterbottom & Hoese, 2015
- Trimmatom Winterbottom & Emery, 1981
- Trimmatom macropodus Winterbottom, 1989
- Trimmatom nanus Winterbottom & Emery, 1981
- Trimmatom offucius Winterbottom & Emery, 1981
- Trimmatom pharus Winterbottom, 2001
- Trimmatom sagma Winterbottom, 1989
- Trimmatom zapotes Winterbottom, 1989
- Vanderhorstia nannai Winterbottom, Iwata & Kozawa, 2005